# 大天蚕蛾
大天蠶蛾（二名法：Saturnia pyri），又名大孔雀蛾、巨皇蛾、维也纳巨皇蛾。原產於歐洲，是天蠶蛾屬下的一個種。大天蠶蛾的翼展可達15-20cm，是歐洲地區最大的蛾類。
大天蠶蛾活动於伊比利亚半岛、法国南部、匈牙利北部、塞尔维亚中部和南部 、克罗地亚、保加利亚南部和东部、希腊南部、土耳其南部、以色列南部、罗马尼亚、俄罗斯、乌克兰、捷克、斯洛伐克，以及马其顿和意大利等地區。西伯利亚和北非亦有大天蠶蛾的活動紀錄。值得注意的是，雖然有報告稱在英國發現過一些大天蠶蛾個體，但推測認爲這些個體應該是在被捕獲後又飛回了野外，並非是當地野生的大天蠶蛾。

## 其他图像

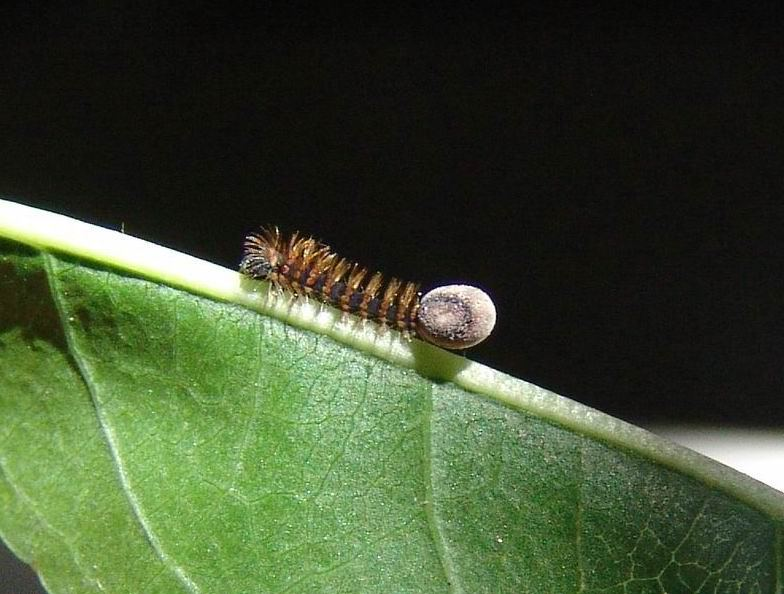
卵蛋附着在杏叶上
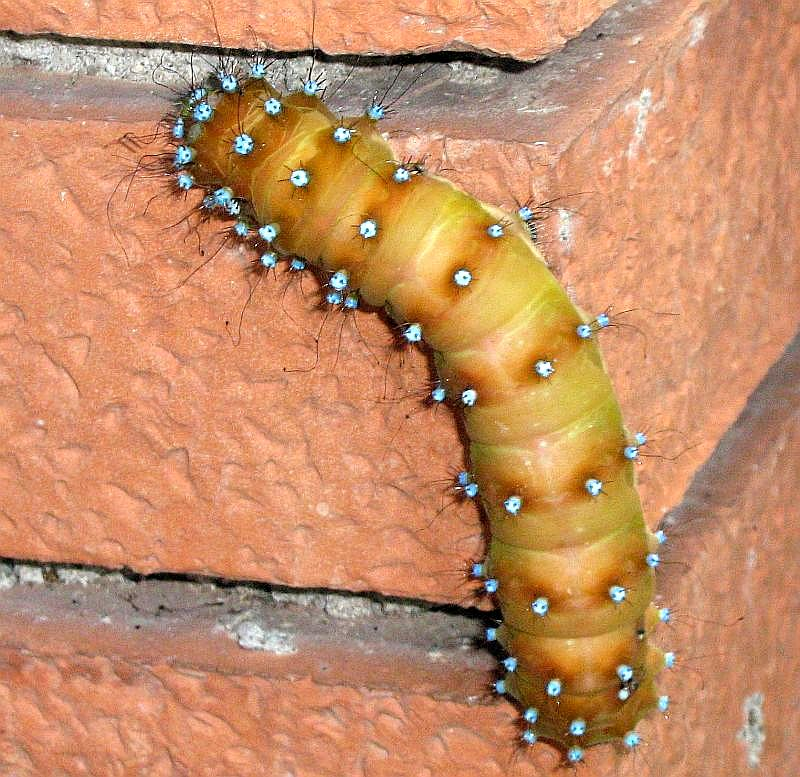
幼虫
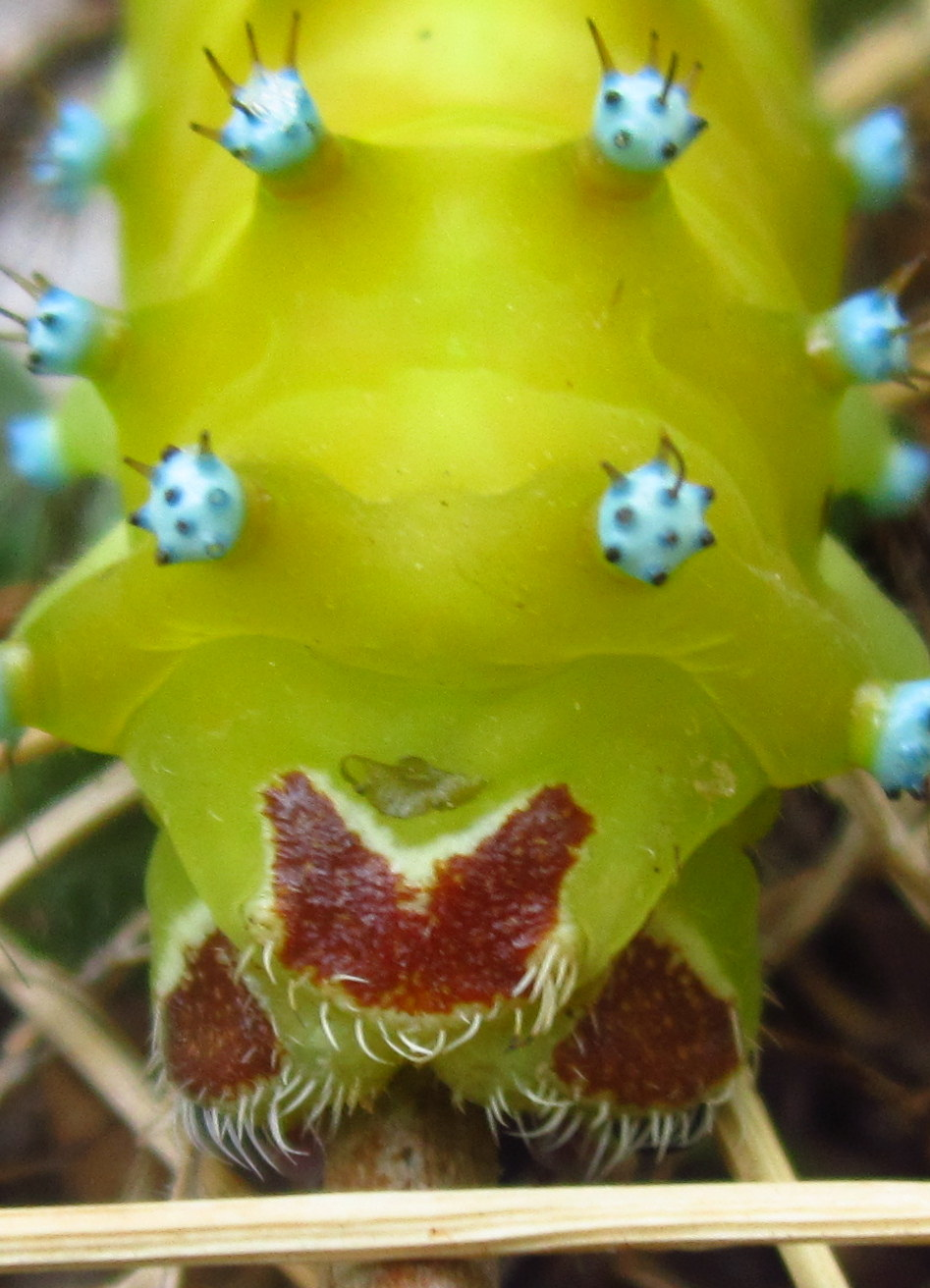
幼虫细节
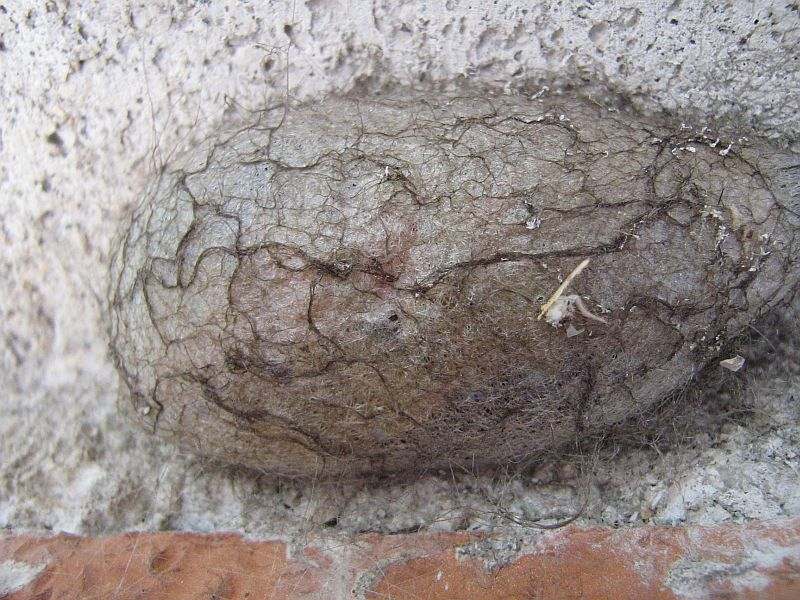
茧
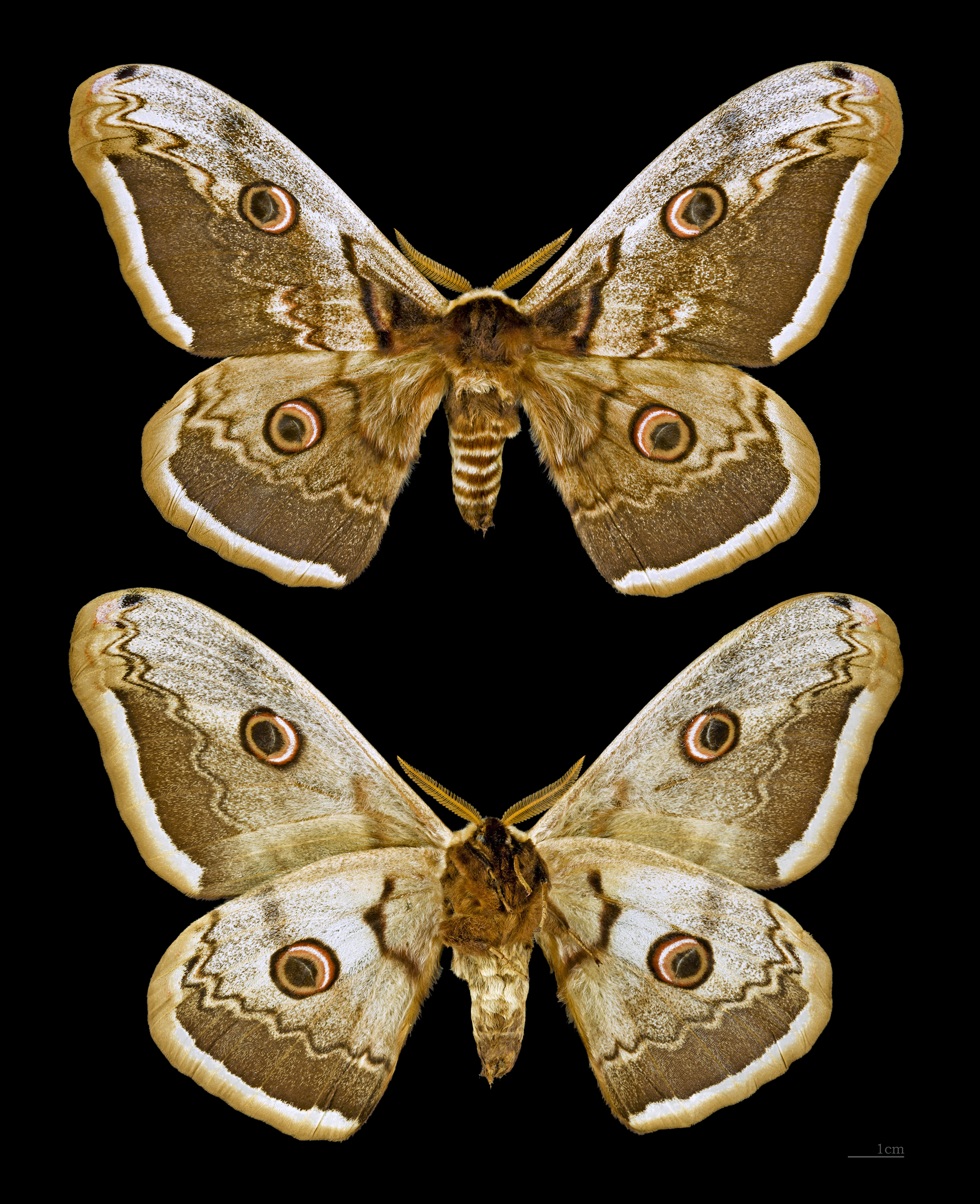
雌性与雄性大孔雀蛾
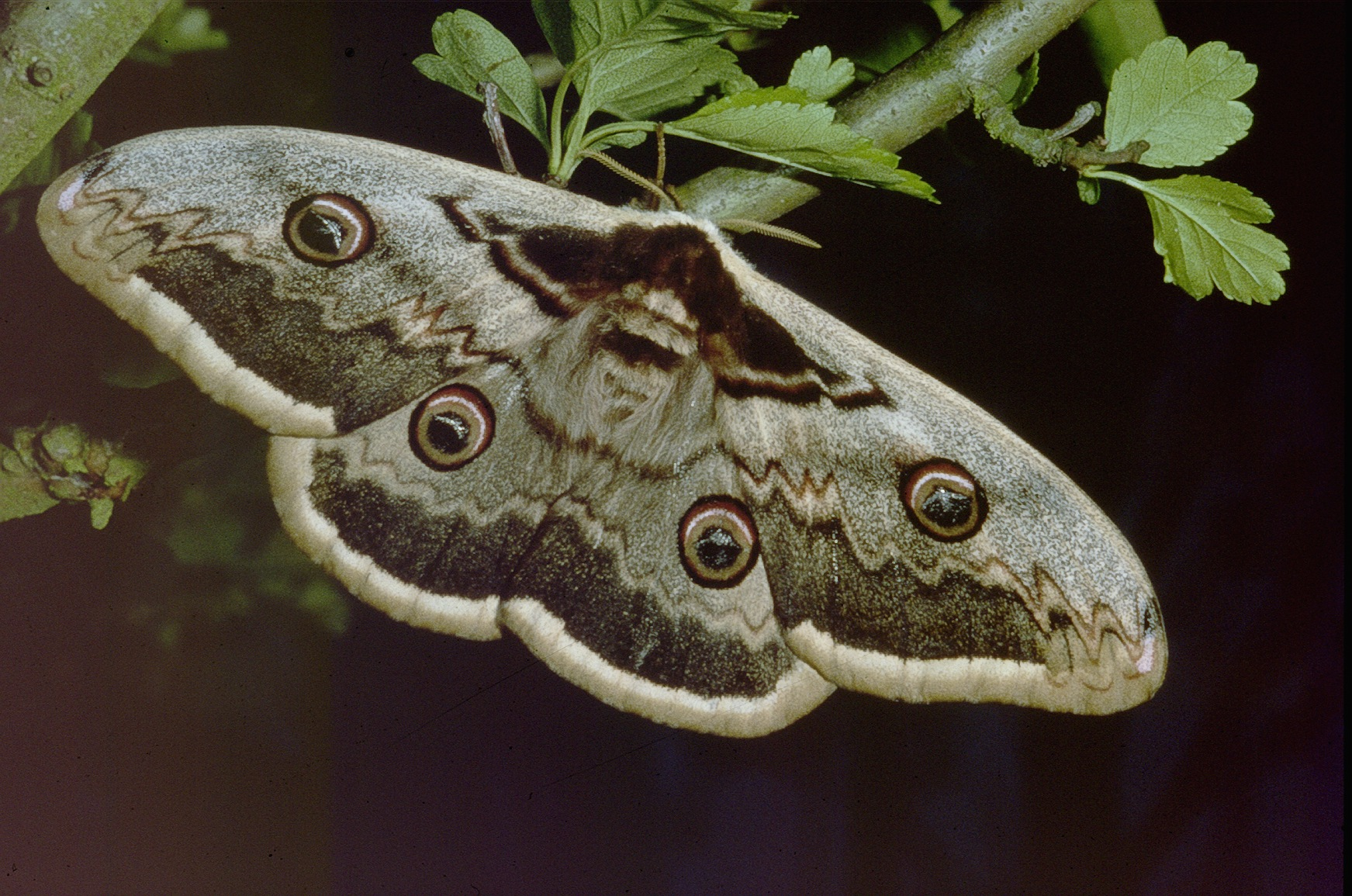
雌性大孔雀蛾
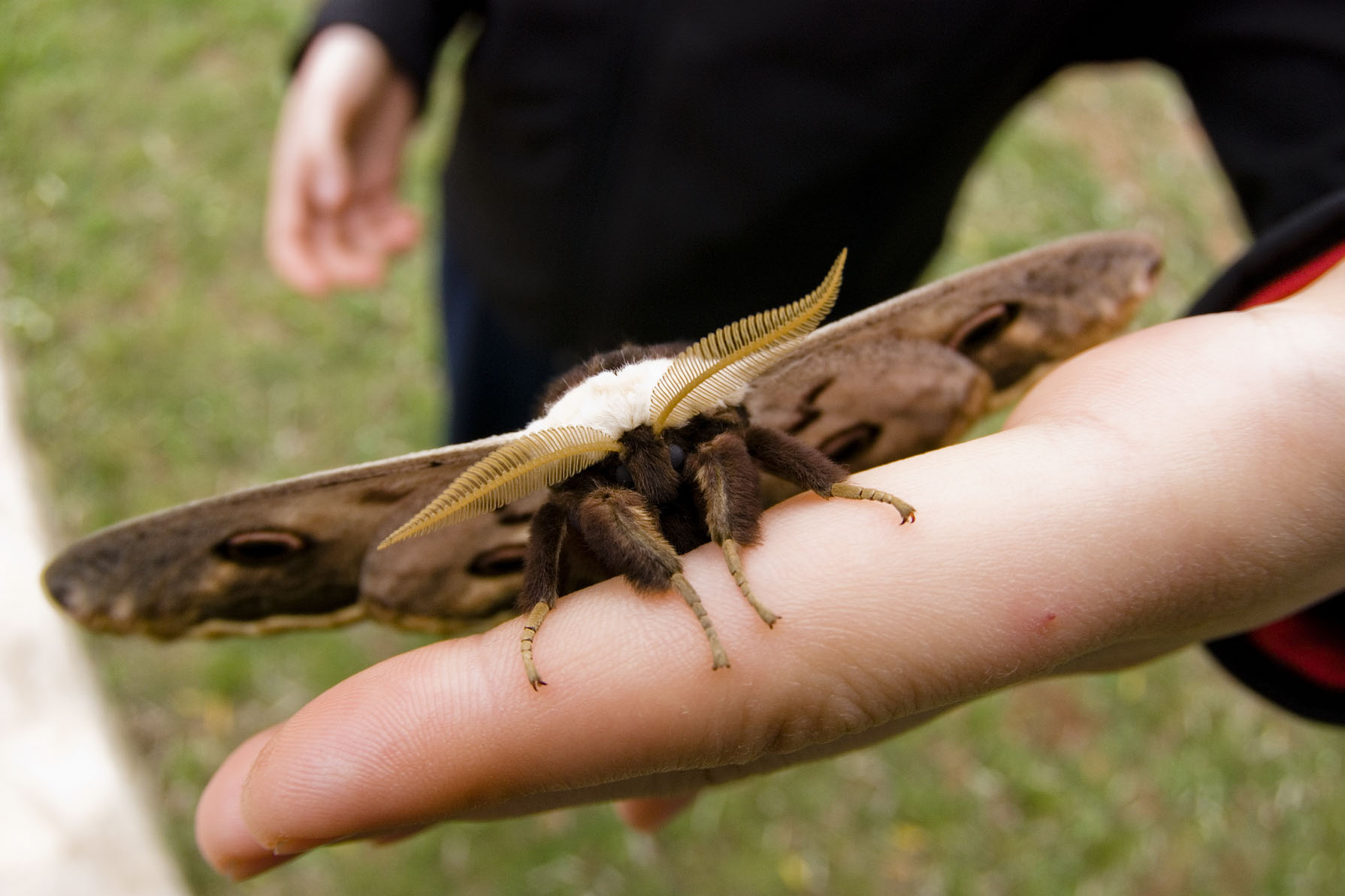
停在手指上的大孔雀蛾
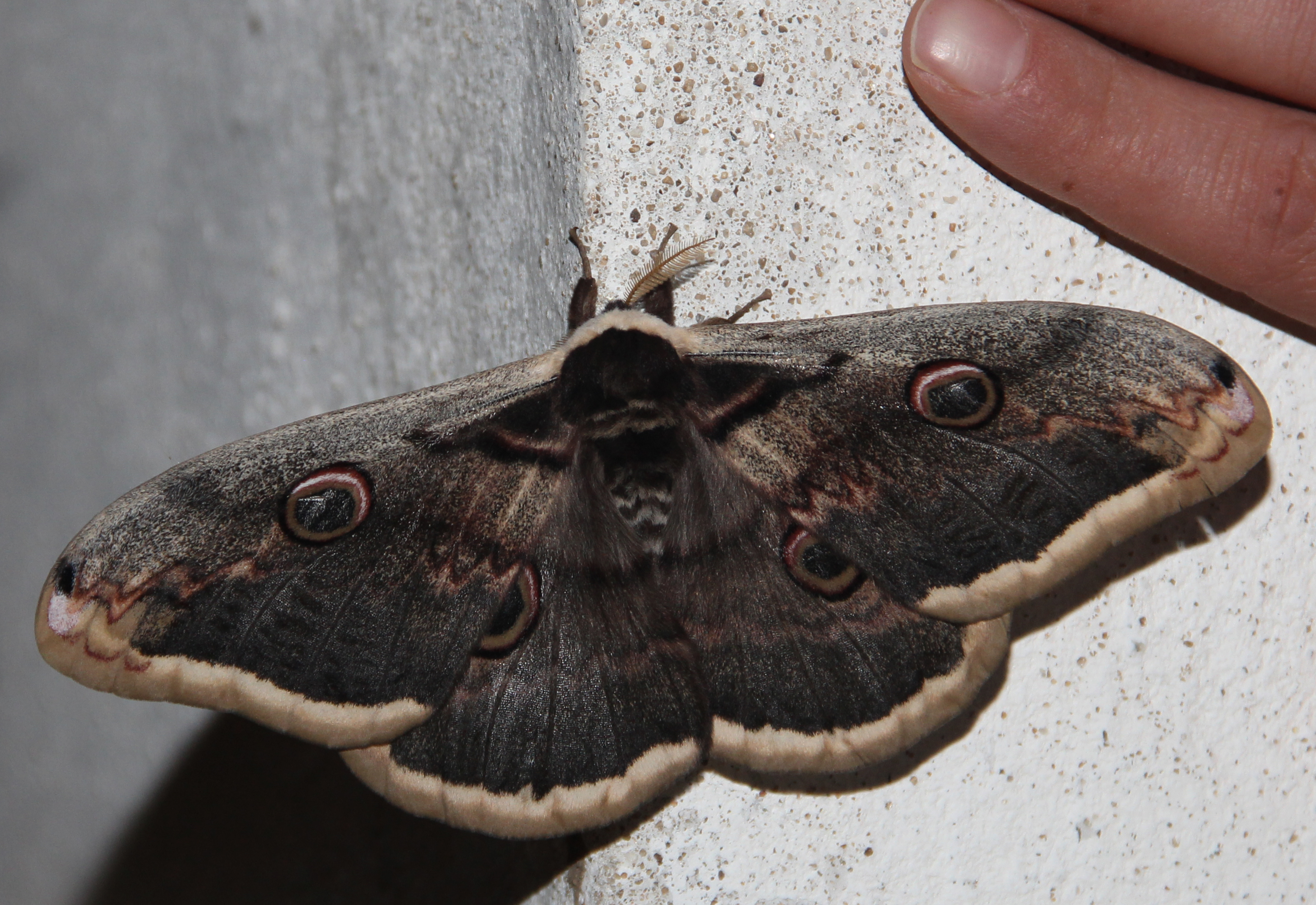
在捷克拍摄的大孔雀蛾
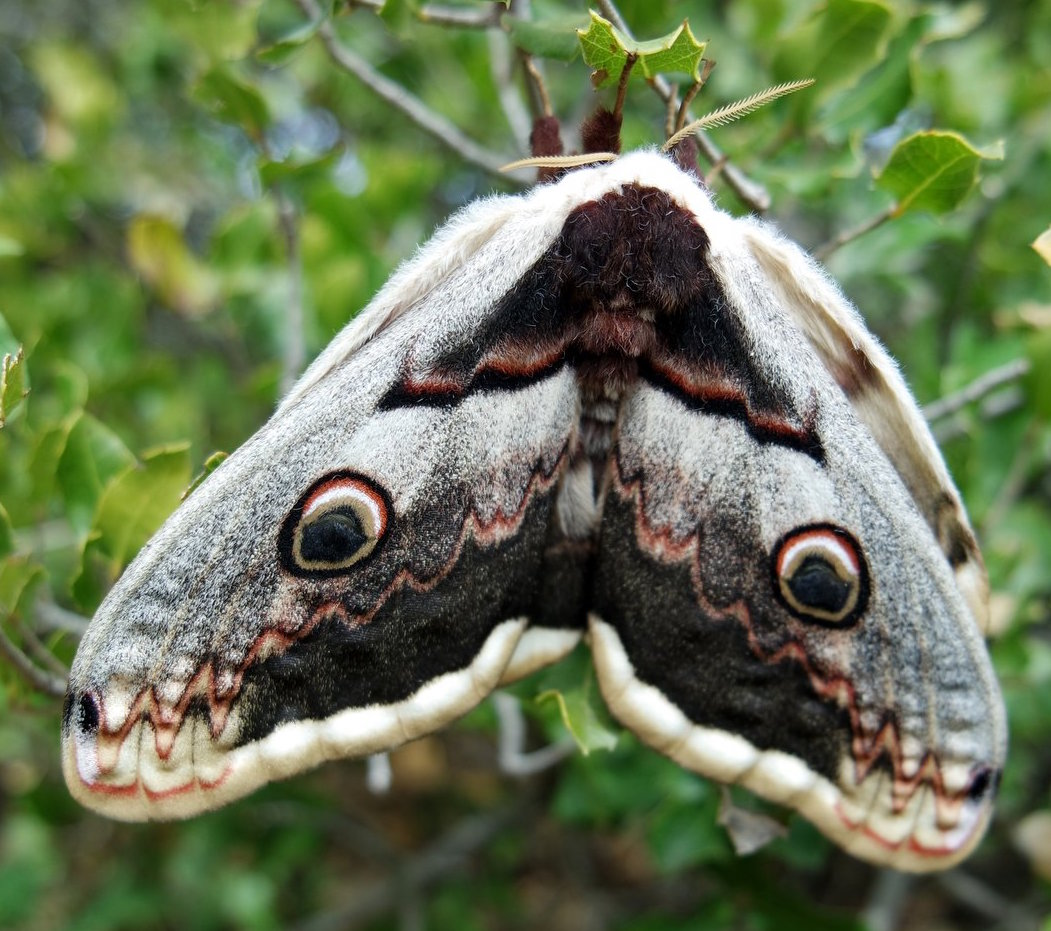
在以色列北部拍摄的大孔雀蛾

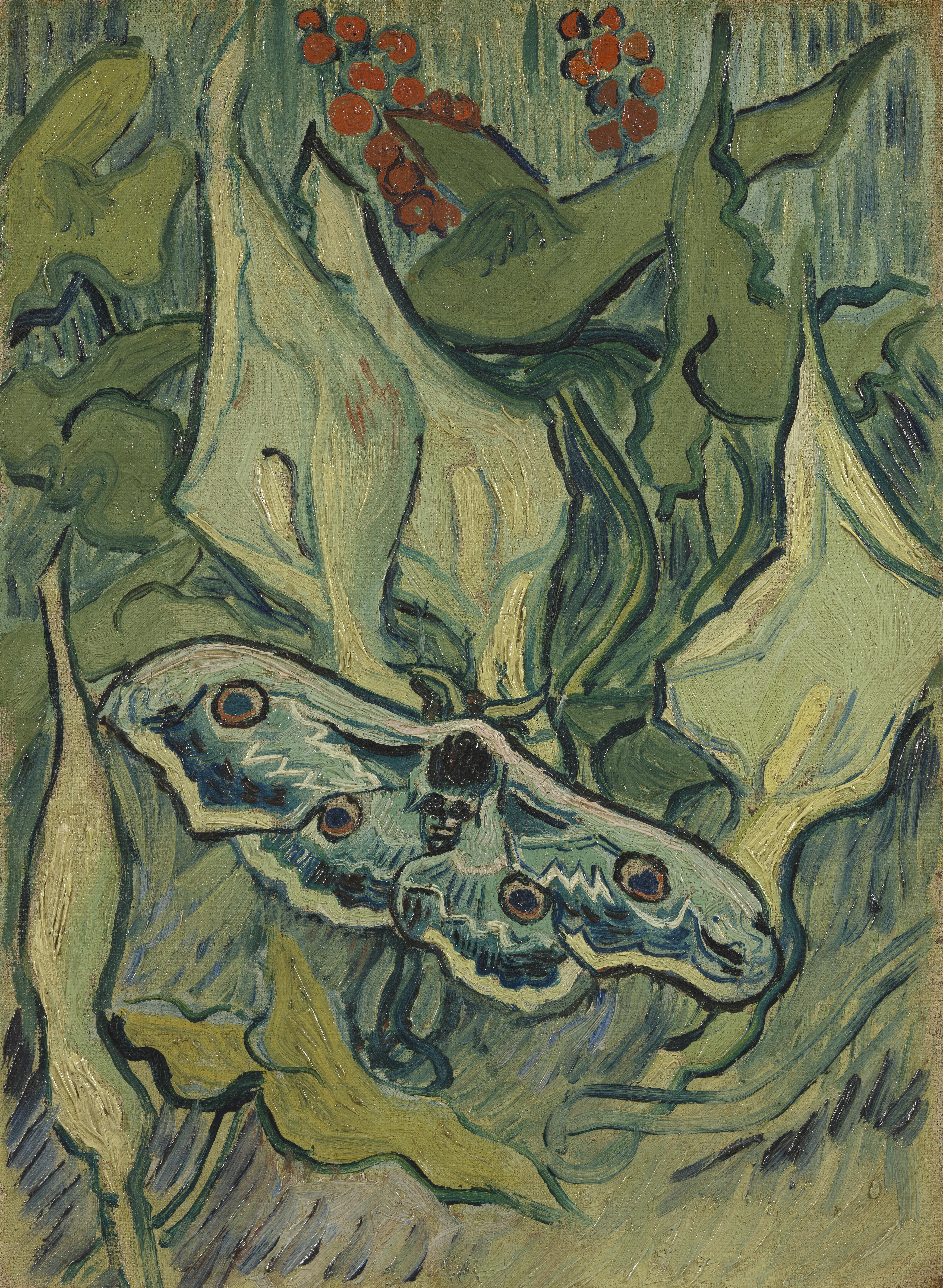
文森特·梵高于1889年作画的大孔雀蛾Arum